# Franz Marten
Franz Marten (* 20. Februar 1898 in Buer, Provinz Westfalen; † 30. April 1970 in Gelsenkirchen) war ein deutscher Maler und Grafiker sowie Hochschullehrer.

## Leben

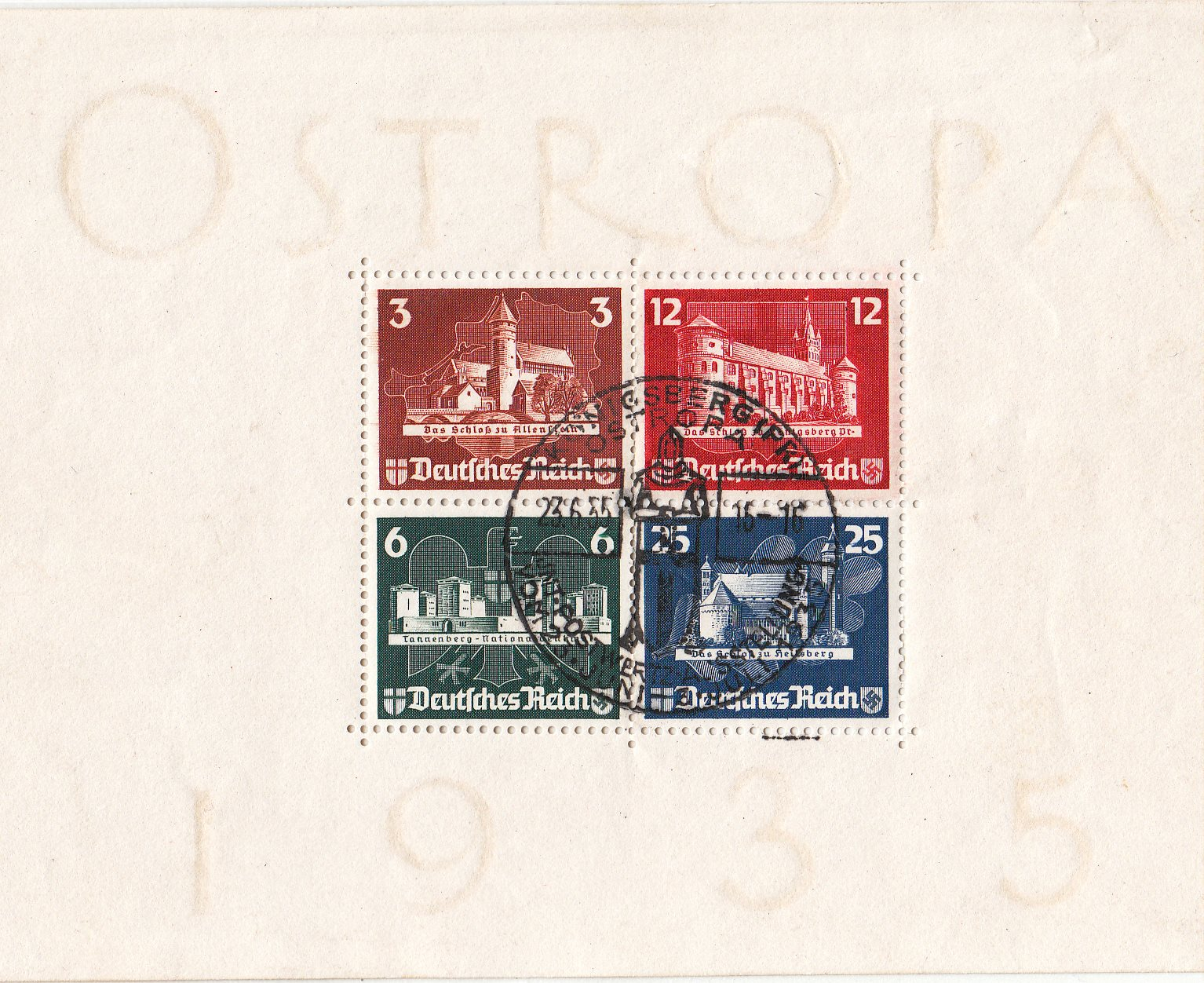
Ostropablock, 1935

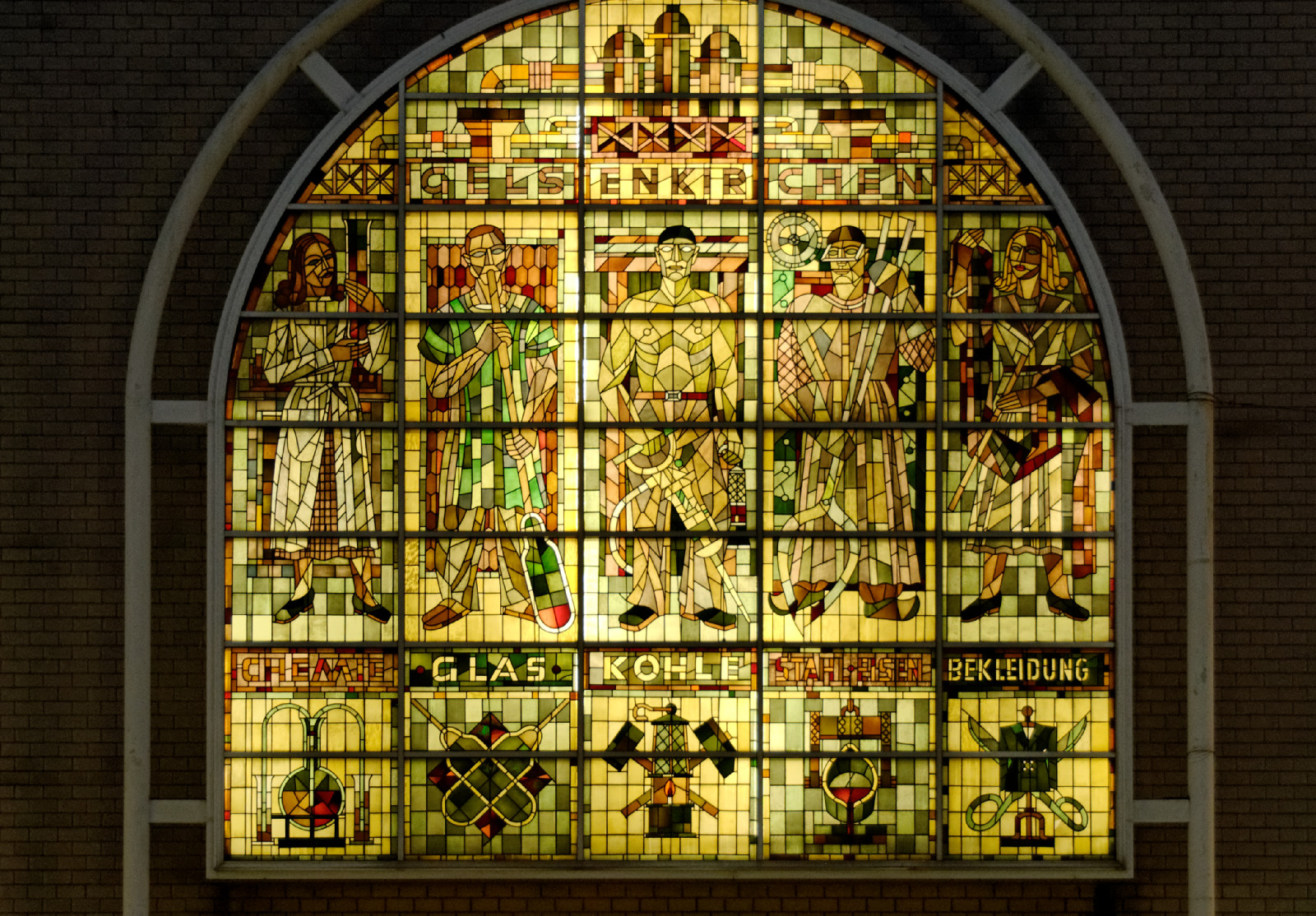
Die Säulen der Wirtschaft, 1949/1950

Marten war Schüler der Kunstgewerbeschule Düsseldorf und der Kunstakademie Düsseldorf. Dort wurde er Assistent von Ernst Aufseeser und gehörte den Künstlervereinigungen Junges Rheinland, Rheingruppe und Rheinische Sezession an. Marten unternahm mehrere Studienreisen in Europa und übernahm einen Lehrauftrag an der Kunstakademie Düsseldorf. Ab dem 1. April 1929 lehrte er Gebrauchsgrafik und angewandte Kunst an der Kunstakademie Königsberg, ab 1936 als ordentlichen Professor und stellvertretender Direktor unter Kurt Frick.
Marten erzielte Anerkennung für seine entwurflichen Leistungen als Gebrauchsgrafiker, 1926 etwa einen ersten Preis auf der Düsseldorfer GeSoLei. Auf der Internationalen Ausstellung in Lüttich gewann er 1939 einen Grand Prix. Auch die Staatliche Bernstein-Manufaktur Königsberg verlieh ihm Preise. Zur Briefmarkenausstellung OSTROPA 1935 beteiligte er sich an einem Briefmarken-Wettbewerb, aus dem seine zu einem Block zusammengefassten Entwürfe mit Ostpreußenmotiven siegreich hervorgingen. 1944 erschien die Sondermarke zur 400-Jahr-Feier der Albertus-Universität Königsberg nach seinem Entwurf.
Marten beantragte am 9. Juni 1937 die Aufnahme in die NSDAP und wurde rückwirkend zum 1. Mai desselben Jahres aufgenommen (Mitgliedsnummer 4.861.119). Im Rang eines Rottenführers gehörte er von 1934 bis 1937 der SA-Reserve an, von 1941 bis 1944 dem Reichsluftschutzbund, von 1944 bis 1945 der Nationalsozialistischen Volkswohlfahrt. Vom Militärdienst im Zweiten Weltkrieg war er aus gesundheitlichen Gründen zurückgestellt.
Nach dem Zweiten Weltkrieg kam er nach Gelsenkirchen zurück. Von 1948 bis 1965 lebte er in der Künstlersiedlung Halfmannshof. In dieser Zeit trat er etwa durch Farblithografien und Linolschnitte sowie als Entwerfer von monumentalen Bleiglasfenstern in Erscheinung. Für den Hauptbahnhof Gelsenkirchen schuf er das Bleiglasfenster Die Säulen der Wirtschaft, das 1985 zum Gebäude Bahnhofstraße 78–84 transloziert wurde, außerdem Fenster für das Verwaltungsgebäude der Bochum-Gelsenkirchener Straßenbahnen AG.